# Friedrich von Barby
Friedrich August Karl Ludwig von Barby (* 1. November 1801 in Loburg; † 29. Dezember 1871 in Magdeburg) war ein preußischer Generalmajor.

## Leben

### Herkunft
Er war der Sohn von Friedrich August Karl von Barby (1768–1835) und dessen Ehefrau Karoline, geborene von Wulffen (1774–1848) aus dem Hause Grabow. Sein Vater war preußischer Rittmeister und Herr auf Loburg. Der spätere preußische Generalleutnant Wilhelm von Barby (1795–1883) war sein älterer Bruder.

### Militärkarriere
Barby besuchte ab 1812 zunächst die Kadettenhäuser in Potsdam und Berlin. Am 4. April 1819 wurde er als Sekondeleutnant dem 1. Garde-Regiment zu Fuß der Preußischen Armee überwiesen. Am 26. August 1821 folgte seine Versetzung in das 27. Infanterie-Regiment (2. Magdeburgisches), wo Barby bis März 1840 zum Kapitän und Kompaniechef aufstieg. Mit der Beförderung zum Major am 14. Dezember 1848 ernannte man ihn zum Kommandeur des II. Bataillons. In dieser Stellung am 13. Juli 1854 zum Oberstleutnant befördert, wurde Barby am 29. Oktober 1857 zum Kommandeur des 37. Infanterie-Regiments in Mainz ernannt. Das II. Bataillon hatte seine Garnison seinerzeit noch in Luxemburg. Nachdem Barby am 22. Mai 1858 zum Oberst befördert worden war, erhielt er am 20. September 1859 unter Verleihung des Roten Adlerordens III. Klasse mit Schleife und der Erlaubnis zum Tragen der Regimentsuniform mit der gesetzlichen Pension seinen Abschied bewilligt.
Anlässlich des Deutschen Krieges fungierte Barby für die Dauer des mobilen Verhältnisses als Kommandeur der stellvertretenden 13. Infanterie-Brigade in Magdeburg und erhielt am 3. Januar 1867 noch den Charakter als Generalmajor.
Barby verstarb unverheiratet.